# La Flamme et la Chair
Pour plus de détails, voir Fiche technique et Distribution.
La Flamme et la Chair (Flame and the Flesh) est un film dramatique américain réalisé par Richard Brooks, sorti en 1954.
Produit par Joe Pasternak pour la MGM, le film est une adaptation du roman éponyme d'Auguste Bailly, publié en 1924. Le scénario, inspiré de ce roman, a été écrit par Helen Deutsch.
Les vedettes de ce film étaient Lana Turner, Pier Angeli, Carlos Thompson et Bonar Colleano.

## Synopsis
Madeline Duvain est expulsée de son appartement pour non-paiement du loyer. Elle erre dans la rue, où le musicien Ciccio Duvario a pitié d’elle et l’invite chez elle. La manipulatrice Madeline commence bientôt à profiter de sa gentillesse.
Ciccio travaille dans une boîte de nuit où son colocataire Nino est un chanteur très populaire. Lisa, la fille du propriétaire du club, est amoureuse de Nino, qui a vu une femme mariée.
Nino se rend compte que Lisa serait bonne pour lui, alors ils fixent une date de mariage. Mais lorsqu’il rencontre Madeline, l’attirance est immédiate. Ils s’enfuient ensemble. Ciccio jure de les trouver et de les tuer.
Madeline devient frustrée lorsque Nino a du mal à trouver du travail. Elle séduit un propriétaire de club pour qu’il embauche Nino pour chanter. Nino comprend enfin le genre de femme qu’elle est, frappant le propriétaire du club et la giflant. Madeline sait trop tard qu’elle l’aime car Nino la quitte pour toujours, espérant que Ciccio lui pardonnera et que Lisa le reprendra.

## Fiche technique
- Titre original : Flame and the Flesh
- Titre belge : La Flamme et la Chair
- Réalisation : Richard Brooks
- Scénario : Helen Deutsch
- D'après le roman d'Auguste Bailly
- Producteur : Joe Pasternak
- Musique : Nicholas Brodszky
- Photographie : Christopher Challis
- Montage : Albert Akst et Raymond Poulton
- Durée : 104 minutes
- Pays de production:  États-Unis
- Langue : anglais
- Date de sortie : 1954

## Distribution
- Lana Turner :  Madeline
- Pier Angeli :  Lisa
- Carlos Thompson :  Nino
- Bonar Colleano : Ciccio
- Charles Goldner : Mondari
- Peter Illing :  Peppe
- Rosalie Crutchley : Francesca
- Marne Maitland : Filiberto

## Autour du film
Ce film est un remake du film français  de Naples au baiser de feu, sorti en 1937, réalisé par Augusto Genina avec comme acteurs Michel Simon et Tino Rossi qui était lui-même un remake d'un film muet du même titre réalisé par Serge Nadejdine, sorti en 1925. Ces deux versions étaient inspirées du même roman d'Auguste Bailly.
Le film a été tourné à Londres et à Naples.
Lana Turner, célèbre blonde, apparait dans ce film en brune.